# 1月2日 (旧暦)
旧暦1月2日（きゅうれきいちがつふつか）は、旧暦1月の2日目である。六曜は友引である。

## できごと
- 垂仁天皇1年（ユリウス暦紀元前29年2月4日） - 第11代天皇・垂仁天皇が即位
- 反正天皇1年（ユリウス暦406年2月3日） - 第18代天皇・反正天皇が即位
- 至徳2年（ユリウス暦757年1月26日） - 離叛して皇帝を名乗っていた唐の武将・安禄山が、後継問題で実子・安慶緒に暗殺される
- 文永5年（ユリウス暦1268年1月17日） - 蒙古の使者が国書を携えて来朝
- 洪武13年（ユリウス暦1380年2月8日） - 胡惟庸の獄。宰相の造反計画をきっかけとして起きた大粛清事件
- 寛文5年（グレゴリオ暦1665年2月16日） - 大坂城天守が落雷により焼失。再建は1931年
- 慶応元年（グレゴリオ暦1865年1月28日） - 高杉晋作ら長州藩急進派が下関会所を再占拠

## 誕生日
- 正治2年（ユリウス暦1200年1月19日） - 道元、曹洞宗開祖（+ 1253年[1]）
- 永享8年（ユリウス暦1436年1月20日） - 足利義政、室町幕府8代将軍（+ 1490年）
- 天保7年（グレゴリオ暦1836年2月18日） - 子安峻、読売新聞創刊（+ 1898年）

## 忌日
- 明治4年（グレゴリオ暦1871年2月20日） - 伊東玄朴、蘭学医（* 1800年）

## 記念日・年中行事
- 初夢
- 初荷
- 初売
- 仕事始め
- 書き初め
- 姫始め